# ゲンティン

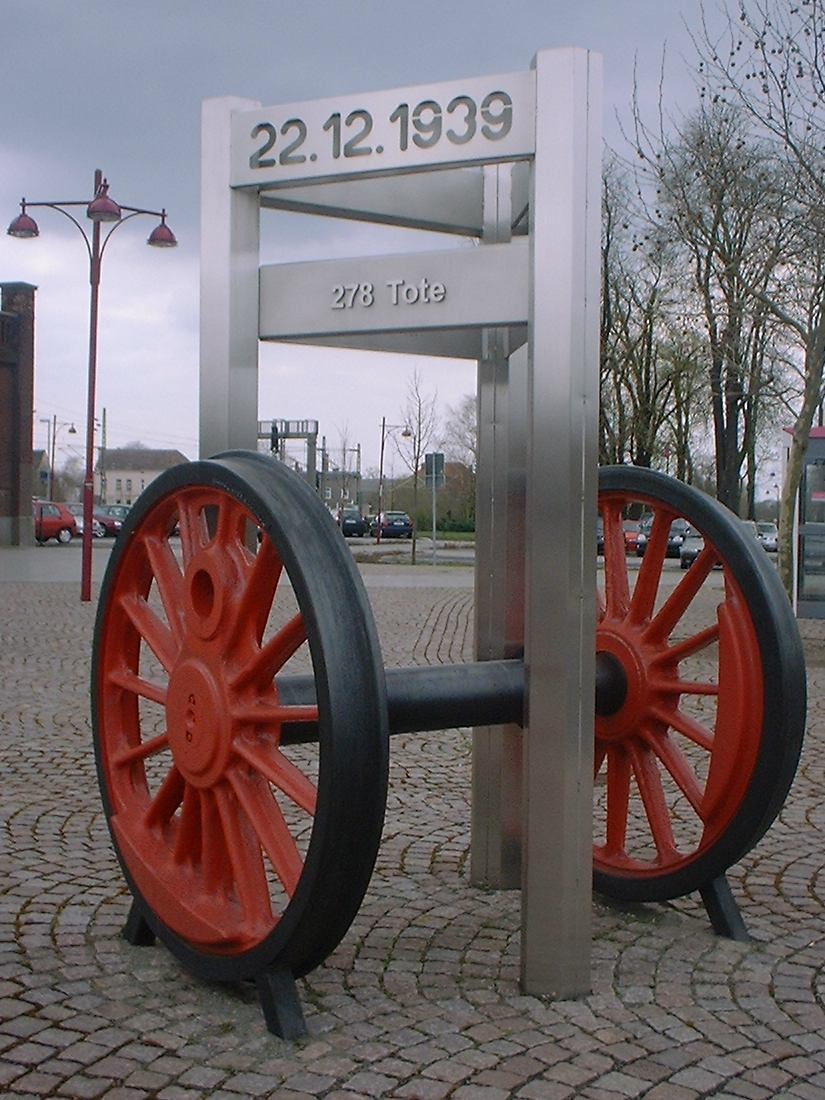
鉄道事故の慰霊碑

ゲンティン（ドイツ語発音: [ɡɛnˈtiːn]）とは、ドイツ・ザクセン＝アンハルト州イェリヒョウアー・ラント郡にある町。町内をエルベ・ハーフェル運河が通っている。マクデブルクの北東50km、ブランデンブルクの27km西に位置する。
ゲンティンはVerwaltungsgemeinschaft（「集団自治体」）・エルベ-ストレンメ-フィーナ―の所在地であった。ゲンティンでは1939年12月21日-22日の夜にベルリン-ポツダム-マクデブルク鉄道の線路上で鉄道事故が発生し278人が死亡した。この事故の慰霊碑が町に建立された。